# Liste der Baudenkmale in Leizen
In der Liste der Baudenkmale in Leizen sind alle denkmalgeschützten Bauten der Gemeinde Leizen (Mecklenburg-Vorpommern) und ihrer Ortsteile aufgelistet. Grundlage ist die Veröffentlichung der Denkmalliste des Landkreises Mecklenburgische Seenplatte (Auszug) vom 20. Januar 2017.

## Baudenkmale nach Ortsteilen
In den Spalten befinden sich folgende Informationen:
- ID-Nr: Die Nummer wird von den Denkmalämtern der Landkreise vergeben. Wenn sie nicht bekannt ist, bleibt die Spalte leer. In dieser Spalte kann sich zusätzlich das Wort Wikidata befinden, der entsprechende Link führt zu Angaben zu diesem Denkmal bei Wikidata.
- Lage: die Adresse des Denkmales und die geographischen Koordinaten.
Link zu einem Kartenansichtstool, um Koordinaten zu setzen. In der Kartenansicht sind Denkmale ohne Koordinaten mit einem roten bzw. orangen Marker dargestellt und können in der Karte gesetzt werden. Denkmale ohne Bild sind mit einem blauen bzw. roten Marker gekennzeichnet, Denkmale mit Bild mit einem grünen bzw. orangen Marker.
- Bezeichnung: Bezeichnung, so wie sie in den offiziellen Listen der Denkmalämter steht. Ein Link hinter der Bezeichnung führt zum Wikipedia-Artikel über das Denkmal. Wenn die Bezeichnung der Denkmalämter inhaltlich fehlerhaft ist, ist in der Spalte „Beschreibung“ darauf hinzuweisen.
- Beschreibung: Beschreibung des Denkmales
- Bild: ein Bild des Denkmales und gegebenenfalls einen Link zu weiteren Fotos des Denkmals im Medienarchiv Wikimedia Commons

### Leizen
| ID  | Lage                | Bezeichnung              | Beschreibung | Bild           |
| --- | ------------------- | ------------------------ | --- | -------------- |
| 339 | Schlossstraße 12    | Gutshaus mit             | Gründerzeitliches, 2-gesch., 5-achs., sanierter, fast quadr. Putzbau von 1898 mit Mansarddach und hohem Sockelgeschoss; Gut u. a. der Familien von Knuth (ab 14. Jh.) und von Gundlach (1750–1945). | Gutshaus mit   |
| 339 | Schlossstraße       | Hofpflasterung und       | |                |
| 339 | Schlossstraße       | Park                     | |                |
| 340 | Brink 1 (Karte)     | Kirche                   | | Weitere Bilder |
| 341 | Brink 1             | Kriegerdenkmal 1914/1918 | |                |
| 342 | Krimm 7             | Wohnhaus                 | |                |
| 343 | Straße an der B 198 | Meilenstein              | |                |

### Minzow
| ID  | Lage                  | Bezeichnung                                                  | Beschreibung | Bild                                                         |
| --- | --------------------- | ------------------------------------------------------------ | ------------ | ------------------------------------------------------------ |
| 520 | Dorfstraße 7 (Karte)  | Wirtschaftsgebäude                                           |              | Wirtschaftsgebäude                                           |
| 521 | Dorfstraße 17 (Karte) | Wohnhaus                                                     |              | Wohnhaus                                                     |
| 522 | Dorfstraße 23 (Karte) | Wohnhaus                                                     |              | Wohnhaus                                                     |
| 523 | Dorfstraße 27 (Karte) | Wirtschaftsgebäude                                           |              | Wirtschaftsgebäude                                           |
| 524 | Dorfstraße 31 (Karte) | Wohnhaus                                                     |              | Wohnhaus                                                     |
| 525 | Dorfstraße 55 (Karte) | Wirtschaftsgebäude                                           |              |                                                              |
| 526 | Dorfstraße 79 (Karte) | Wohnhaus                                                     |              | Wohnhaus                                                     |
| 527 | Dorfstraße 59 (Karte) | Backsteinmauer/Südseite Friedhof                             |              | Backsteinmauer/Südseite Friedhof                             |
| 527 | Dorfstraße 59 (Karte) | Portalpfeiler                                                |              | Portalpfeiler                                                |
| 528 | Dorfstraße 59 (Karte) | Kirche                                                       |              | Weitere Bilder                                               |
| 529 | Dorfstraße 59 (Karte) | Kriegerdenkmal 1813 (Völkerschlacht) an ehem. Friedhofsmauer |              | Kriegerdenkmal 1813 (Völkerschlacht) an ehem. Friedhofsmauer |
| 529 | Dorfstraße 59         | Gedenkstein (dt.- frz. Krieg) an der Kirchmauer d. Kirchhofs |              |                                                              |
| 530 | Dorfstraße 59 (Karte) | Kriegerdenkmal 1914-18                                       |              | Kriegerdenkmal 1914-18                                       |

### Woldzegarten
| ID   | Lage                      | Bezeichnung                     | Beschreibung | Bild                            |
| ---- | ------------------------- | ------------------------------- | ------------ | ------------------------------- |
| 1109 | Walower Straße 31 (Karte) | Gutsanlage mit Gutshaus         |              | Gutsanlage mit Gutshaus         |
| 1109 | Walower Straße 29         | ehem. Zufahrt mit Pfeiler und   |              |                                 |
| 1109 | Walower Straße 29         | Kopfsteinpflasterung und        |              |                                 |
| 1109 | Walower Str. 30 (Karte)   | Stallspeicher auf der Nordseite |              | Stallspeicher auf der Nordseite |
| 1109 | Walower Straße 31         | u. Park und Rondell             |              |                                 |

## Quelle
- Karte der Baudenkmale im Geoportal des Landkreises